# Verified

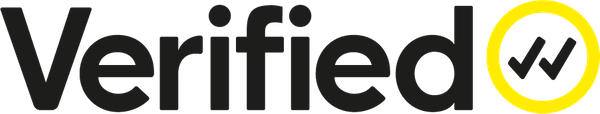
Logo

Verified é um projeto das Nações Unidas para melhorar o acesso a informações precisas. No âmbito do projeto, as Nações Unidas buscam organizar uma rede de milhões de voluntários online para tratar e verificar informações na internet. O Verified realizou campanhas de mídia social usando hashtags para conscientizar sobre desinformação, como #PledgetoPause, #ItsPossible e #OnlyTogether.
O projeto é uma resposta à desinformação online relacionada à COVID-19. O projeto está especialmente preocupado com a distribuição online de informações.
A Índia demonstrou interesse especial no projeto e é uma das organizadoras, junto com outros 12 países. A wikiHow também se associou ao Verified.